# Пожар в храме Путтингал
Пожар в храме Путтингал (город Паравур, округ Коллам, штат Керала, Индия) произошёл 10 апреля 2016 года около 03-30 по местному времени. В результате трагедии погибли 111 человек, более 350 человек получили ранения.

## Пожар
С 4 по 10 апреля 2016 года в Южной Индии проходил фестиваль, посвящённый богине Бхадракали. За неделю храм Путтингал посетили около 15 000 паломников. Составной частью этого праздника является запуск фейерверков. Около половины четвёртого утра 10 апреля один из горящих фейерверков упал на крышу пристройки, где хранился запас таких же изделий, в результате чего произошёл их взрыв и начался пожар. Храм, возраст которого насчитывал пять веков, полностью обрушился, погребя под своими обломками всех находящихся внутри, взрыв был слышен на расстоянии более километра.
Обломки бетона пробивали стены домов и влетали в жилые помещения зданий, находящихся неподалёку. Шальным обломком был убит мотоциклист, двигавшийся по дороге в километре от места взрыва.
На место трагедии были отправлены самолёт Dornier Do 228, два вертолёта, военные медицинские бригады из близлежащего города Коччи. В оказании помощи пострадавшим и разборе завалов участвовали армейские подразделения сухопутных войск, ВВС, ВМС и береговой охраны.
Среди погибших и пострадавших числятся только граждане Индии, так как «сгоревший храм не входит в список популярных среди иностранцев туристических объектов в Индии».

## Расследование
Расследование происшествия взял под личный контроль министр внутренних дел штата Керала Рамеш Ченнитхала. Было установлено, что храм не получал разрешения от правительства штата на использование фейерверков во время данного празднества, и даже на их хранение. 11 апреля 2016 года пять работников храма были задержаны полицией и допрошены. В планах полиции возбудить уголовные дела против лиц, осуществлявших запуск фейерверков, и против администрации храма.
12 апреля были арестованы шесть руководящих членов комитета храма, в том числе его председатель и секретарь.

## Реакция
Место трагедии посетили премьер-министр Индии Нарендра Моди (он также высказал свои соболезнования семьям погибших и раненых через Твиттер), Главный министр штата Ооммен Чанди и министр внутренних дел штата Рамеш Ченнитхала. Политические партии штата приостановили свои предвыборные кампании (выборы в Законодательную ассамблею штата назначены на 16 мая 2016 года).
Нарендра Моди объявил, что родственники погибших получат компенсацию по 200 000 рупий (ок. 3000 долларов США), тяжело раненые — по 50 000 рупий (ок. 750 долларов). Ооммен Чанди пообещал по миллиону рупий (ок. 15 000 долларов) родственникам погибших, и по 200 000 рупий (ок. 3000 долларов) каждому тяжелораненому.
В связи с происшествием, Министерство по чрезвычайным ситуациям штата решило провести дополнительную проверку по готовности индуистских храмов штата к празднованию Тхриссур-Поорам (17 апреля 2016 года), так как неотъемлемой составляющей этого праздника также является запуск фейерверков.
Президент России Владимир Путин выразил соболезнования властям Индии в связи с произошедшей трагедией. Свои соболезнования также выразил премьер-министр Пакистана Наваз Шариф, позвонив Нарендре Моди.

Храм Путтингал до трагедии (фото 2008 года)
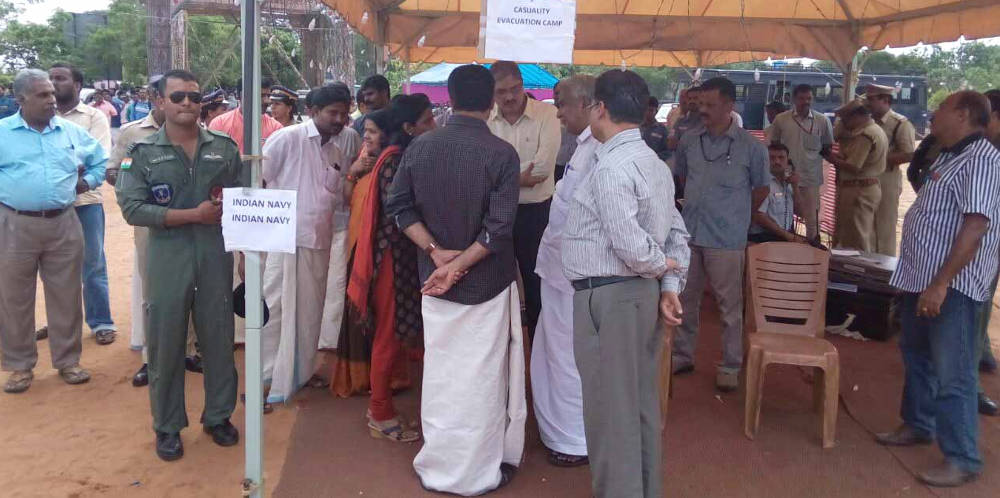
На следующий день после трагедии место пожара посетил Главный министр штата[англ.] Ооммен Чанди[англ.]
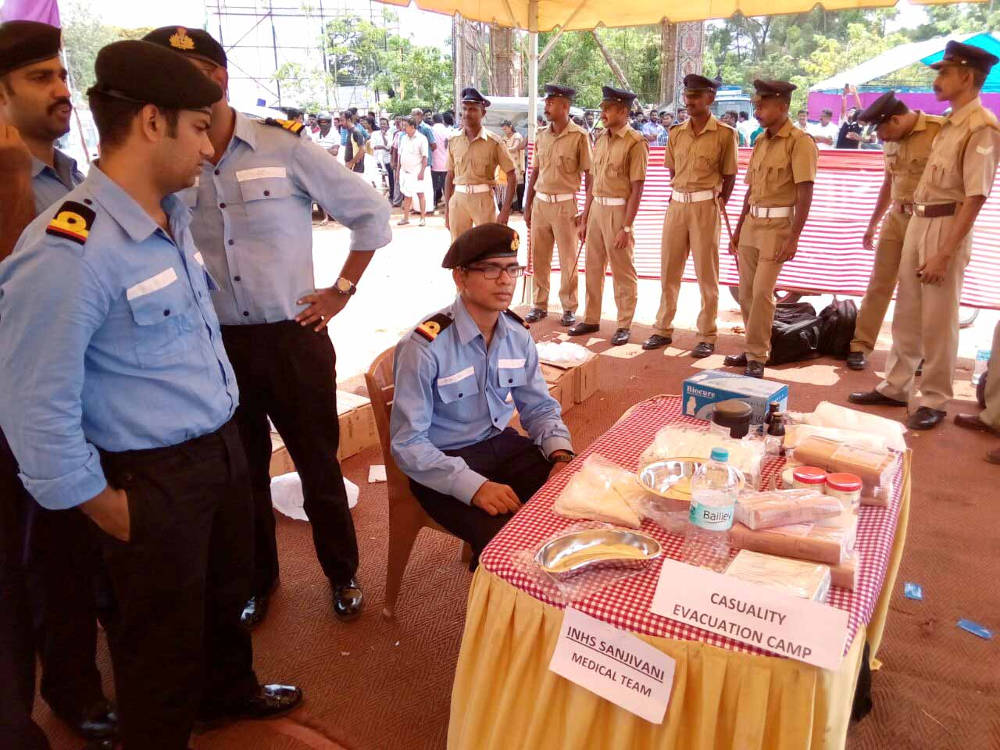
В оказании помощи пострадавшим участвовали, в том числе, ВМС.